# 토드 필드
토드 필드(Todd Field, 1964년 2월 24일 ~ )는 미국의 각본가, 영화 감독, 영화 제작자, 배우이다.
포모나에서 태어났다.

## 출연 작품
- 블러드 머리디언 (2011년)
- 리틀 칠드런 (2006년)
- 세컨드 프론트 (2005년)
- 비욘드 더 시티 리미츠 (2001년)
- 침실에서 (2001년)
- 뉴 포트 사우스 (2001년)
- 아쿠아 틴 헝거 포스 - 시리즈 (2000년)
- 소설보다 더 이상한 이야기 (1999년)
- 아이즈 와이드 셧 (1999년) - 닉 역
- 더 헌팅 (1999년) - 토드 해켓 역
- 브로큰 베설 (1998년)
- 워킹 앤 토킹 (1996년)
- 트위스터 (1996년) - 팀 벨처 루이스 역
- 노니 & 알렉스 (1995년)
- 프랭크와 제시 (1995년)
- 루비 인 파라다이스 (1993년)
- 퀸가의 친구들 (1991년)
- 풀 패덤 파이브 (1990년)
- 하이웨이 추적자 (1990년)
- 아이 오브 이글 2 (1989년)
- 멸망의 창조 (1989년)
- 살인 음모 (1989, Nowhere to Run)
- 청춘 해부학 (1989년)
- 야간 파티 (1987년)

### 텔레비전
- Once and Again (1999-2001)